# ジェーン・フォスター
ジェーン・フォスター（Jane Foster）は、マーベル・コミックの漫画作品に登場する架空の看護師。ドナルド・ブレイク医師（ソー）の下で働いていた。

## 出版史
ジェーン・フォスターはジャック・カービーとジョー・シノットによって生み出され、『Journey into Mystery』#83（1962年8月）で初登場した。
『Official Handbook of the Marvel Universe Update '89』#3でエントリーを受けた。

## 経歴
ソーに出会う前のジェーンの過去に関してはあまり描かれていない。初めは、彼女はドナルド・ブレイクの看護師であり、ブレイクとソーが同一人物であることを知らないまま彼に思いを募らせていた。三角関係がしばらく続いた後、ソーがシークレット・アイデンティティをジェーンに明らかにし、彼女をアスガードに連れて行こうとさえした。そこで、ジェーンは神の力と不死の能力を与えられたが、オーディンに課せられた勇気のテストに失敗し、やがて力は奪われ、地球に戻るためにアスガードを出た。ジェーンとソーは結局別れてしまい、彼女は後に現在の夫のキース・キンケイド医師に会い、息子を持つこととなった。しばらくの間、オーディンはジェーンが持っていたソーの思い出を消し去ったが、彼女はのちにそれを奪い返した。

### 医師
ジェーンは再び、別の『ソー』シリーズで、『Thor(Vol.2)』#5での彼女の初登場時の姿で現れる。彼女は医師であり、ジェイク・オルセンを含む数人のニューヨークの医療補助員よりも上のポストに居た。彼女が知らないうちに、ジェイクとソーは融合した。ある場合においては、オルセンは、危篤の男性に複雑な手術をするのにカルテを無視してブレイクの知識を利用する。その後フォスターは、ドラッグを盗んだ容疑でオルセンが起訴された事件に係わるようになる。

### シビル・ウォー
シビル・ウォーの間、ジェーンは登録条例に反対するキャプテン・アメリカの抵抗グループに加わった。彼女はS.H.I.E.L.D.のセーフハウスNo.23を中心に活動する。また、#4で傷ついたスパイダーマンを助ける彼女の姿が確認できる。

### 現在
ドナルド・ブレイクは、シフの精神がジェーンの中に入り込んだと考えていたが、のちにそれは間違いであることがわかった。ドナルド・ブレイクが戻ったと聞くと、彼女はキースと離婚した。その後、彼女のドナルド・ブレイクに関する全ての記憶が戻り、そして、彼女はまたドナルドを愛するようになった。
ジェリー・グッドマンが昏睡から目覚めるとき、『Marvel 1985』(2008年)の6号と最終号で、ジェーン・フォスターは看護師をしていた。

## 他のバージョン

### アルティメットユニバース
アルティメットユニバースでは、ジェーンはアルティメッツの最初のシリーズで、ソーが本当に雷神であると確信していたわずかな人々のひとりとして小登場した。また、彼女は看護師として描かれていた。

### What if
「ジェーン・フォスターがソーのハンマーを見つけたらどうなる?」と題された『What If?』#10(1978年8月)で、ジェーンは女神となり、Thordisと名乗った。彼女は、ドナルド・ブレイク(ソーの無力な姿)を危険から救うのに自分の力を使った。ラグナロクからアスガードを救うと、オーディンはハンマーをドナルド・ブレイクに強制的に返還させ、彼にソーの姿を取り戻させた。この結果ジェーンは力を失ったが、彼女は後にオーディンと恋に落ちて結婚したため、アスガードに残って女神の状態を保つことができた。

## MCU版
MCUでは、ナタリー・ポートマンがジェーン・フォスターを演じる。本シリーズでの彼女は看護師ではなく、天文物理学者となっている。日本語吹替は坂本真綾が担当。
本項は、“アース616”（正史の宇宙）におけるジェーンを主軸として表記する。 

### キャラクター像
“フォスター理論”を提唱する、“カルバー大学”卒の天文物理学者。父親替わりの同業者であるエリック・セルヴィグや、助手兼親友の大学生のダーシー・ルイスと共に天体観測に励んでいる。
明るく好奇心旺盛で、周りが見えなくなるほど研究熱心且つ、自身が心血を注ぐ研究を奪い取ろうとする者には、相手が公的機関でも抵抗したり、場合によっては荒っぽい一面も見せ、故障したと思い込んだ位相計を叩いて直そうとする学者らしからぬ行為もとるなど気丈な女性である。夜中に眠れない時や頭にくることがあると、屋外で夜空を見上げながら就寝している。

### 『ホワット・イフ...?』版
現在のところ、“アース72124”におけるジェーンの存在が描写されており、正史の彼女と同様のキャラクター像であると共に、北欧神話に詳しい様子や、ソーと懇意の関係になると、左腕にムジョルニアのイラストと「MAGIC」の英字が組み合わさったタトゥーを施す姿も見せた。

### 各作品での活躍
『マイティ・ソー』
本作でMCU初登場。ニューメキシコでオーロラを観測中に発生した磁気嵐の中でソーと出会い、気絶した彼を一度は郡立病院に入院させるが、彼がワームホールの秘密を知っているのではと感じ取り、元恋人の衣服を貸し与えるなど交流を始めるが、セルヴィグの忠告で一旦別れることにした。だが留守中の活動拠点に押しかけたフィル・コールソン率いるS.H.I.E.L.D.のエージェントたちに、自作の観測機材と研究データをバックアップごと根刮ぎ没収されてしまう。途方にくれたものの、“ムジョルニア”の落着地点への移動手段を探すソーを観測車に乗せて2人で向かった。
到着したベースキャンプで、ソーがS.H.I.E.L.D.に身柄を拘束されると、セルヴィグに頼み込んでソーを保護してもらい、彼が取り戻した研究ノートを渡されて喜び、天文観測や九つの世界について話し合い、お互いに惹かれていった。
翌日にソーたちと朝食をとっていると、シフと“ウォーリアーズ・スリー”が来訪し驚くなか、“デストロイヤー”まで現れ、自分たちを守るためにデストロイヤーに立ち向かったソーの復活と戦いを見届けた。そこに駆け付けたコールソンたちから、押収されたものを全て返却され、ムジョルニアの力でソーと“ビフレスト”跡地へと飛ぶと、一度帰還しなければならないソーと再会を約束し合い、キスを交わして、彼らの帰還を見送り、ソーが再び現れることを待った。だが、上空の磁気嵐が消失してしまい、ソーとの再会は果たせなかった。
それでも物語のラストで、ソーがビフレストから再び現れることを信じて、セルヴィグやダーシーと3人で天文観測に励む。
『アベンジャーズ』の時点ではノルウェーの天文台で活動していることがコールソンによって言及された。

『マイティ・ソー/ダーク・ワールド』
本作ではイギリスのロンドンを中心に活動している。ニューメキシコの一件から2年以上経った現在もソーのことを忘れていないが、会いに来るという約束を果たさずにいたソーと、それに拍車をかけた原因を生んだロキに内心怒っており、彼らを力強く引っ叩く場面もある。
リチャードとのランチを中断させて、ダーシーやイアン・ブースビーと共に“惑星直列”に伴う重力異常を廃墟で調査していた時、偶然にも“エーテル”が封印されていた地底に飛ばされ、エーテルに体内へ寄生されてしまい、意識を失ったまま廃墟へと戻される。その後現れたソーを2回も引っ叩きながら再会を喜ぶが、駆け付けた地元警察とトラブルになりかけるとエーテルの力が暴発し、ソーの判断で“アスガルド”へと連れて行かれた。
アスガルドで診察中にオーディンからエーテルの詳細について知らされるも、アスガルドでソーと仲を深め合い、フリッガとも交流する。しかしエーテルを察知した“ダーク・エルフ”の侵攻に巻き込まれ、フリッガの捨て身の行動で難を逃れたが、フリッガの最期に直面することとなった。このため“エインヘリャル”の護衛を受けるも、ソーのエーテル破壊とダーク・エルフ打倒の作戦に、弱りつつも同行すると決意し、シフたちの助力を得たソーやロキと共に“スヴァルトアールヴヘイム”へ赴く。
マレキスらの下に辿り着くと、ソーたちの作戦でマレキスによってエーテルが解放され、元の身体に戻るが、エーテルを奪還され、ロキも失ったソーと2人で運良く世界の境目を見つけてイギリスへ帰還。セルヴィグたちと惑星直列の対策を練った翌日、セルヴィグの装置と異常検知機を駆使してソーの戦いをサポートし、セルヴィグと2人で居合わせた人々へ避難するよう呼びかけ、マレキスを倒して意識を失ったソーが“アーク”の下敷きになりそうになると、彼を庇おうとする果敢な姿も見せた。
数日後、ソーが再びアスガルドに帰還したため元気を無くしながらも、皆と共に彼の再訪を信じて待つ日々を過ごし、ビフレストで自らの前に帰ってきたソーとキスを交わす。
『アベンジャーズ/エイジ・オブ・ウルトロン』の頃には、ダーク・エルフとの戦いに身を投じた功績から世界中で活動し始めているほど多忙らしく、『マイティ・ソー バトルロイヤル』ではソーと破局したことなどが、ソー本人や彼の周囲の人々に明かされた。

『アベンジャーズ/エンドゲーム』
本作では、ソーとロケットがタイムトラベルした、2013年のアスガルドに匿われていた頃の彼女が登場。ソーとの交流は無かったものの、宮殿の侍女に「パンツの服装は無いの？」と尋ねる場面があり、その後匿われていた寝室に侵入したロケットによって、体内に寄生していたエーテルを抜き取られる。
『ホワット・イフ...?』シーズン1第6話
アース72124におけるジェーンが登場。
『ソー:ラブ・アンド・サンダー』
本作ではソーと破局した経緯が語られている。最初は幸せな関係だったが互いの仕事が忙しくなるにつれすれ違いが起きるようになり、ある日起きた喧嘩によって破局した。本作のジェーンは天文物理学者として不動の地位を得たが、フェーズIVの末期癌に冒されており余命幾ばくもない状態となっている。ムジョルニアが生命を回復させる能力があることを知り、一縷の望みにすがる形でヘラに壊されたムジョルニアが展示されているニュー・アスガルドを訪れ、新たなる持ち主として選ばれ新たなるマイティ・ソーとなる。
ニュー・アスガルドを襲撃したゴアの軍勢を退ける中でガーディアンズと別れ地球に帰還したソーと再会し、ゴアに攫われた子供達の救出するためソーとヴァルキリーと共に宇宙に旅立つ。

## 他のメディア

### テレビシリーズ
- 『マーベル スーパーヒーローズ』の『マイティ・ソー』では、ジェーン・フォスターの声はペグ・ディクソンが担当した。日本語吹き替え版では初代および2代目は不明だが、柳沢真由美（3代目）が担当。
- フォートナイト - 2022年7月に『ソー:ラブ&サンダー』のマイティ・ソーとなったジェーン・フォスターがソー・オーディンソンと共にアイテムショップに登場[5]。